# U-212 (tàu ngầm Đức)
U-212 là một tàu ngầm tấn công  Lớp Type VII thuộc phân lớp Type VIIC được Hải quân Đức Quốc Xã chế tạo trong Chiến tranh Thế giới thứ hai. Nhập biên chế năm 1941, nó đã thực hiện được tổng cộng mười hai chuyến tuần tra và đánh chìm được một tàu buôn tải trọng 80 GRT. Trong chuyến tuần tra cuối cùng tại Đại Tây Dương, U-212 bị các tàu frigate Anh HMS Curzon và HMS Ekins thả mìn sâu đánh chìm tại eo biển Manche vào ngày 21 tháng 7, 1944.

## Thiết kế và chế tạo

### Thiết kế

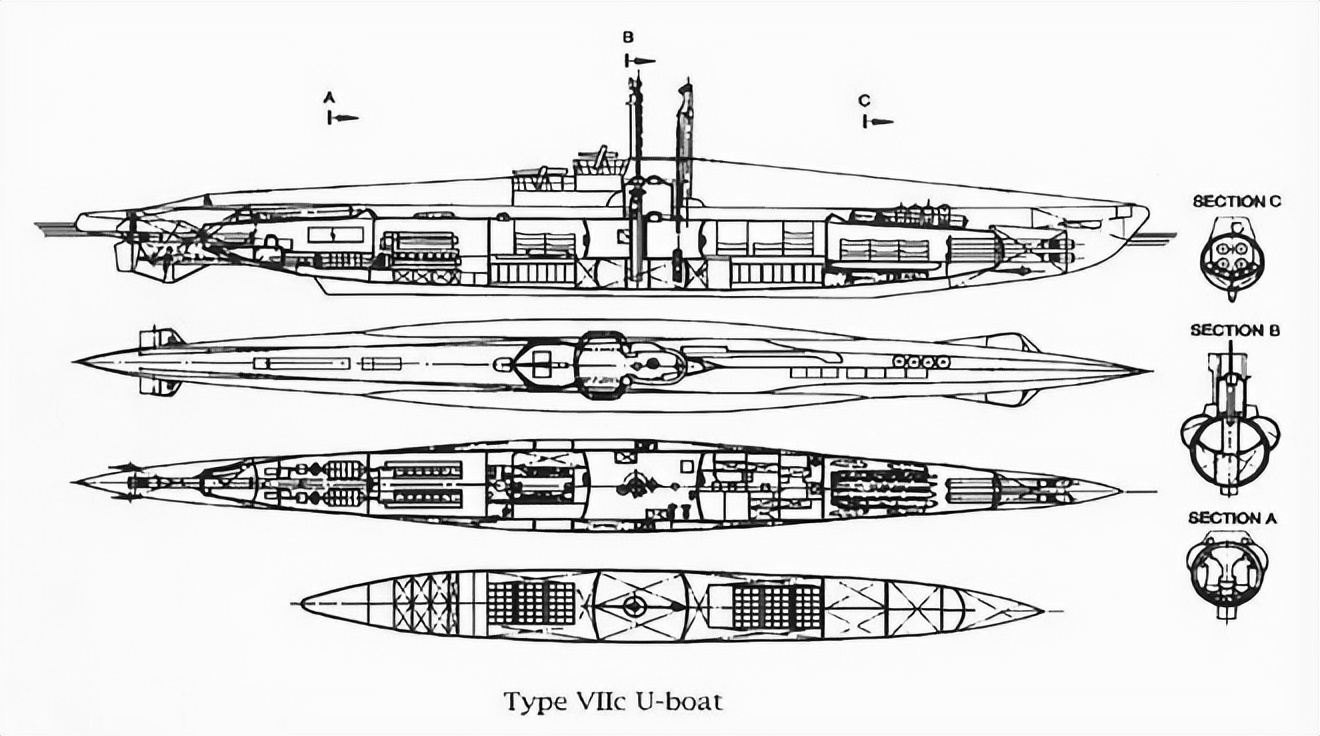
Sơ đồ các mặt cắt một tàu ngầm Type VIIC

Phân lớp VIIC của Tàu ngầm Type VII là một phiên bản VIIB được kéo dài thêm. Chúng có trọng lượng choán nước 769 t (757 tấn Anh) khi nổi và 871 t (857 tấn Anh) khi lặn). Con tàu có chiều dài chung 67,10 m (220 ft 2 in), lớp vỏ trong chịu áp lực dài 50,50 m (165 ft 8 in), mạn tàu rộng 6,20 m (20 ft 4 in), chiều cao 9,60 m (31 ft 6 in) và mớn nước 4,74 m (15 ft 7 in).
Chúng trang bị hai động cơ diesel Germaniawerft F46 siêu tăng áp 6-xy lanh 4 thì, tổng công suất 2.800–3.200 PS (2.100–2.400 kW; 2.800–3.200 bhp), dẫn động hai trục chân vịt đường kính 1,23 m (4,0 ft), cho phép đạt tốc độ tối đa 17,7 kn (32,8 km/h), và tầm hoạt động tối đa 8.500 nmi (15.700 km) khi đi tốc độ đường trường 10 kn (19 km/h). Khi đi ngầm dưới nước, chúng sử dụng hai động cơ/máy phát điện AEG GU 460/8–27 tổng công suất 750 PS (550 kW; 740 shp). Tốc độ tối đa khi lặn là 7,6 kn (14,1 km/h), và tầm hoạt động 80 nmi (150 km) ở tốc độ 4 kn (7,4 km/h). Con tàu có khả năng lặn sâu đến 230 m (750 ft).
Vũ khí trang bị có năm ống phóng ngư lôi 53,3 cm (21 in), bao gồm bốn ống trước mũi và một ống phía đuôi, và mang theo tổng cộng 14 quả ngư lôi, hoặc tối đa 22 quả thủy lôi TMA, hoặc 33 quả TMB. Tàu ngầm Type VIIC bố trí một hải pháo 8,8 cm SK C/35 cùng một pháo phòng không 2 cm (0,79 in) trên boong tàu. Thủy thủ đoàn bao gồm 4 sĩ quan và 40-56 thủy thủ.

### Chế tạo
U-212 được đặt hàng vào ngày 16 tháng 10, 1939, và được đặt lườn tại xưởng tàu của hãng Friedrich Krupp Germaniawerft tại Kiel vào ngày 17 tháng 5, 1941. Nó được hạ thủy vào ngày 11 tháng 3, 1942, và nhập biên chế cùng Hải quân Đức Quốc Xã vào ngày 25 tháng 4, 1942 dưới quyền chỉ huy của Hạm trưởng, Đại úy Hải quân Helmut Vogler.

## Lịch sử hoạt động

### 1942

#### Chuyến tuần tra thứ nhất, thứ hai và thứ ba
U-212 khởi hành từ cảng Kiel vào ngày 12 tháng 9, 1942 cho chuyến tuần tra đầu tiên trong chiến tranh. Nó tiến ra Bắc Hải, rồi tuần tra trong Bắc Băng Dương về phía Bắc quần đảo Svalbard, trước khi kết thúc chuyến tuần tra tại cảng Narvik, Na Uy vào ngày 26 tháng 9.
Chiếc tàu ngầm tiếp tục xuất phát từ cảng Narvik trong các chuyến tuần tra tiếp theo, chuyến thứ hai từ ngày 10 tháng 10 đến ngày 5 tháng 11 và chuyến thứ ba từ ngày 19 tháng 11 đến ngày 25 tháng 12 tương ứng, để tiếp tục hoạt động trong khu vực Bắc Băng Dương. Tuy nhiên nó đã không đánh chìm được tàu bè đối phương nào trong cả ba chuyến tuần tra.

### 1943

#### Chuyến tuần tra thứ tư, thứ năm và thứ sáu
U-212 khởi hành từ Bergen vào ngày 28 tháng 2 1943 cho chuyến tuần tra thứ tư, và kết thúc cùng tại Bergen vào ngày 7 tháng 4. Chuyến tuần tra thứ năm bắt đầu tại Narvik vào ngày 20 tháng 4 và kết thúc tại Hammerfest, Na Uy vào ngày 16 tháng 5. Nó xuất phát từ Hammerfest vào ngày 3 tháng 6 và kết thúc chuyến tuần tra thứ sáu tại Narvik vào ngày 12 tháng 7. Trong cả ba chuyến này, U-212 hoạt động trong khu vực biển Na Uy, nhưng vẫn chưa ghi được chiến công nào.

#### Chuyến tuần tra thứ bảy
Cuối cùng U-212 cũng ghi được chiến công duy nhất của nó trong chuyến tuần tra thứ bảy, cùng xuất phát và kết thúc tại Narvik và kéo dài từ ngày 26 tháng 7 đến ngày 4 tháng 8. Chiếc tàu ngầm đã đi sang hoạt động trong vùng biển Barents và rải một bãi 16 quả thủy lôi TMC tại khu vực đảo Sengeyskiy trong biển Pechora vào ngày 31 tháng 7. Tàu Majakovski 80 GRT đã va phải bãi mìn này vào ngày 5 tháng 8 và đắm tại tọa độ 68°40′B 51°51′Đ / 68,667°B 51,85°Đ.

#### Chuyến tuần tra thứ tám
U-212 khởi hành từ cảng Bergen, Na Uy vào ngày 11 tháng 10 cho chuyến tuần tra thứ tám. Nó băng qua khe GIUK giữa quần đảo Faroe và Iceland để đi đến khu vực tuần tra trong Bắc Đại Tây Dương về phía Đông đảo Newfoundland, Canada và Tây vịnh Biscay. Chiếc tàu ngầm không đánh chìm được mục tiêu nào, nên kết thúc chuyến tuần tra và đi đến cảng La Pallice tại La Rochelle bên bờ biển Đại Tây Dương của Pháp đã bị Đức chiếm đóng, đến nơi vào ngày 2 tháng 12. La Pallice trở thành căn cứ hoạt động chính của U-212 trong suốt bốn chuyến tuần tra cuối cùng còn lại.

### 1944

#### Chuyến tuần tra thứ chín
U-212 khởi hành từ cảng La Pallice vào ngày 10 tháng 1, 1944 cho chuyến tuần tra thứ chín, là chuyến tuần tra dài nhất (63 ngày), để hoạt động tại Bắc Đại Tây Dương về phía Tây Ireland. Trong vịnh Biscay vào ngày 14 tháng 1, nó bị một máy bay ném bom B-24 Liberator trang bị đèn Leigh thả bốn quả mìn sâu tấn công, nhưng không gây thiệt hại gì. Đến ngày 25 tháng 2, trong khi đang chuyển giao máy dò radar cho tàu ngầm U-549 ở phía Bắc quần đảo Azores, họ bị một thủy phi cơ PBY Catalina tấn công, buộc cả hai phải lặn xuống né tránh và không bị hư hại gì. Trong chặng quay trở về, U-212 còn bị một chiếc B-24 Liberator tấn công vào ngày 8 tháng 3 về phía Tây Bắc A Coruña, Tây Ban Nha, nhưng nó vẫn an toàn về đến cảng La Pallice bốn ngày sau đó.

#### Chuyến tuần tra thứ mười và mười một
Xuất phát từ La Pallice vào ngày 6 tháng 6 cho chuyến tuần tra thứ mười, U-212 nhận nhiệm vụ ngăn chặn cuộc đổ bộ của lực lượng Đồng Minh lên Normandy. Tuy nhiên trên đường đi vào ngày hôm sau 7 tháng 6, nó bị hai máy bay máy bay ném bom De Havilland Mosquito thuộc Liên đội 228 Không quân Hoàng gia Anh trang bị pháo 57-mm tấn công. Chiếc tàu ngầm bị hư hại và phải rút lui về căn cứ vào ngày 9 tháng 6 để sửa chữa.
Chuyến tuần tra tiếp theo của U-212 cũng chỉ kéo dài ba ngày, từ ngày 22 đến ngày 24 tháng 6, cùng khởi đầu và kết thúc tại La Pallice.

#### Chuyến tuần tra thứ mười hai - Bị mất
Sau khi chuyển căn cứ từ La Pallice sang cảng Brest cùng thuộc nước Pháp vào cuối tháng 6, U-212 khởi hành từ đây vào ngày 5 tháng 7 cho chuyến tuần tra thứ mười hai, cũng là chuyến cuối cùng. Trong eo biển Manche vào ngày 21 tháng 7, nó bị các tàu frigate Anh HMS Curzon và HMS Ekins thả mìn sâu đánh chìm ở vị trí về phía Nam Brighton, tại tọa độ ; toàn bộ 49 thành viên thủy thủ đoàn của U-212 đều tử trận.

### "Bầy sói" tham gia
U-212 từng tham gia mười ba bầy sói:
- Boreas (22 tháng 11 – 9 tháng 12, 1942)
- Eisbär (27 tháng 3 – 5 tháng 4, 1943)
- Siegfried (25 – 27 tháng 10, 1943)
- Siegfried 1 (27 – 30 tháng 10, 1943)
- Körner (30 tháng 10 – 2 tháng 11, 1943)
- Tirpitz 1 (2 – 8 tháng 11, 1943)
- Eisenhart 4 (9 – 15 tháng 11, 1943)
- Schill 3 (18 – 22 tháng 11, 1943)
- Rügen (15 – 26 tháng 1, 1944)
- Hinein (26 tháng 1 – 3 tháng 2, 1944)
- Igel 1 (3 – 17 tháng 2, 1944)
- Hai 1 (17 – 22 tháng 2, 1944)
- Preussen (22 tháng 2 – 4 tháng 3, 1944)

### Tóm tắt chiến công
U-212 đã đánh chìm được một tàu buôn tải trọng 80 GRT:
| Ngày            | Tên tàu    | Quốc tịch    | Tải trọng | Số phận      |
| --------------- | ---------- | ------------ | --------- | ------------ |
| 5 tháng 8, 1943 | Majakovski | Soviet Union | 80        | Bị đánh chìm |